# Копинський сільський округ (Байганінський район)
Копи́нський сільський округ (каз. Қопа ауылдық округі, рос. Копинский сельский округ) — адміністративна одиниця у складі Байганінський району Актюбінської області Казахстану. Адміністративний центр — село Єбейті.
Населення — 1102 особи (2021; 1351 у 2009, 1496 у 1999, 2024 у 1989).
Станом на 1989 рік існувала Копинська сільська рада (села Айрик, Єбейти, Коптогай).

## Склад
До складу округу входять такі населені пункти:
| Населений пункт | Колишні назви | Населення, осіб (1989) | Населення, осіб (1999) | Населення, осіб (2009) | Населення, осіб (2021) |
| --------------- | ------------- | ---------------------- | ---------------------- | ---------------------- | ---------------------- |
| Айрик, село     | -             | 146                    | 113                    | 153                    | 78                     |
| Єбейті, село    | Єбейти        | 1420                   | 1033                   | 828                    | 763                    |
| Копа, село      | -             | -                      | 176                    | 261                    | 219                    |
| Коптогай, село  | Баршакум      | 458                    | 174                    | 109                    | 42                     |